# Фельштинский, Юрий Георгиевич
Ю́рий Гео́ргиевич Фельшти́нский (род. 7 сентября 1956, Москва, РСФСР, СССР) — американский историк российского происхождения. Доктор исторических наук по философии и истории.
Соавтор Александра Литвиненко по книге «ФСБ взрывает Россию», посвящённой альтернативной версии о причинах и организаторах серии террористических актов — взрывов жилых домов в России осенью 1999 года, в том числе роли ФСБ России в инциденте в Рязани 22 сентября 1999 года, являющейся, по мнению ряда исследователей и журналистов, конспирологической.
Автор публикаций и комментариев на общественно-политические темы в ряде СМИ.

## Биография
Родился в Москве 7 сентября 1956 года. Родители Юрия умерли, когда ему было 17 лет.
В 1974 году поступил на исторический факультет МГПИ им. В. И. Ленина.
В 1978 году покинул СССР. По словам Фельштинского, на эмиграцию его толкнула возможность отчисления за его высказывания в университете и последующего призыва в армию, где он не хотел служить по политическим убеждениям. Советскую выездную визу Фельштинский получил для репатриации в Израиль. В те годы прямого сообщения между СССР и Израилем не существовало, и добираться приходилось через одну из европейских стран. Так Фельштинский прибыл в Вену (Австрия), где обратился к американским властям, высказав желание жить в США, куда и прибыл в апреле 1978 года.
В США продолжил изучение истории сначала в Брандейском университете, затем в Ратгерском (в последнем получил степень доктор философии по истории).
В 1993 году в Институте российской истории РАН защитил диссертацию на соискание учёной степени доктора исторических наук по теме «Крушение мировой революции. Брестский мир. Октябрь 1917 г. — ноябрь 1918 г.» (специальность 07.00.02 — Отечественная история), став первым гражданином иностранного государства, которому в России была присуждена учёная степень доктора.
Редактор-составитель и комментатор нескольких десятков томов архивных документов (в частности, «СССР—Германия. 1939» Vilnius: Mokslas, 1989), автор книг «Большевики и левые эсеры» (Париж, 1984); «К истории нашей закрытости» (Лондон, 1988; Москва, 1991); «Крушение мировой революции» (Лондон, 1991; Москва, 1992); «Вожди в законе» (Москва, 1999). Известен как публикатор архива Троцкого. Также автор книги «Корпорация: Россия и КГБ во времена президента Путина» (в соавторстве с Владимиром Прибыловским).
Опубликовал в 1989 году в сборнике «СССР—Германия 1939—1941» документы, подтверждающие существование меморандума, вручённого имперским министром иностранных дел Иоахимом фон Риббентропом полномочному представителю СССР в Германии Владимиру Деканозову в 4 часа утра 22 июня 1941 года, который Фельштинский считает актом объявления войны Советскому Союзу. Существование этого меморандума было хорошо известно советским и зарубежным историкам задолго до этого, при этом и те, и другие согласны в том, что меморандум был вручён после начала войны.
С конца 1990-х годов Фельштинский входил в круг друзей бизнесмена и политика Бориса Березовского. По словам Фельштинского, с Березовским он познакомился по собственной инициативе в бытность того исполнительным секретарём СНГ (апрель 1998 года — апрель 1999 года). Между ними установились дружеские отношения, кроме того, Березовский стал финансировать Фельштинского.
В 1998—1999 годах Фельштинский познакомился с сотрудником ФСБ Александром Литвиненко, заинтересовавшись его сведениями об этой спецслужбе. После освобождения Литвиненко из тюрьмы в декабре 1999 года Фельштинский регулярно встречался с ним, приезжая в Москву. Осенью 2000 года Фельштинский помог Литвиненко покинуть Россию. Литвиненко поселился в Лондоне, и они начали работу над книгой «ФСБ взрывает Россию».
В 2002 году Фельштинский принимал участие в работе «Общественной комиссии по расследованию обстоятельств взрывов домов в городах Москве и Волгодонске и проведения учений в городе Рязани в сентябре 1999 года», возглавлявшейся депутатом Сергеем Юшенковым и правозащитником Сергеем Ковалёвым.
Высказывает своё мнение по общественно-политическим вопросам в ряде СМИ, в частности Радио «Свобода» и издании «ГОРДОН».
27 сентября 2024 года Министерством юстиции России внесён в список физических лиц «иностранных агентов».

## Книга «ФСБ взрывает Россию»
В соавторстве с Александром Литвиненко Фельштинский написал книгу «ФСБ взрывает Россию», где изложил идею, что серию взрывов жилых домов в России осенью 1999 года осуществила Федеральная служба безопасности РФ под личным руководством на тот момент директора ФСБ Владимира Путина для оправдания Второй чеченской войны и повышения рейтинга перед президентскими выборами с последующим приходом к власти. Книга вышла при финансовой поддержке перешедшего в оппозицию к Кремлю бизнесмена, политика и олигарха Бориса Березовского.
В британском журнале «The Observer» книга была охарактеризована как конспирологическая:

Из-за отсутствия прозрачности в книге её трудно читать как что-то большее, чем просто теорию заговора.
Правозащитник Сергей Ковалёв, возглавлявший «Общественную комиссию по расследованию взрывов», упрекал Фельштинского в «невероятном количестве фантазии» и «чистом вымысле».
В ноябре 2006 года Литвиненко умер в Лондоне в результате отравления полонием-210. В 2007 году Михаил Трепашкин, эксперт общественной комиссии, сказал, что, согласно источникам ФСБ, «все, кто был вовлечён в публикацию книги „ФСБ взрывает Россию“, будут убиты» и что три агента ФСБ совершили поездку в Бостон, чтобы подготовить убийство Фельштинского. После самоубийства Березовского в 2013 году Фельштинский предположил, что тот в действительности был убит.
В сентябре 2009 года, в 10-ю годовщину взрывов домов в России, Фельштинский обратился с открытым письмом к журналистке Юлии Латыниной, в котором подверг критике её версию о непричастности ФСБ к этим терактам и рассказал, как, по его мнению, обстояло дело. При этом он отметил неравенство своего положения с Латыниной: 

Книга «ФСБ взрывает Россию» до сих пор полностью не опубликована в России… Фильм «Покушение на Россию» до сих пор не показан ни одним российским каналом. «Эхо Москвы», неоднократно предоставляющее эфир Вам для высказывания мнения о взрывах 1999 года, ни разу не обратилось за интервью ко мне. Написанная мною и Прибыловским книга «Корпорация: Россия и КГБ во времена президента Путина» так же не издана в России.— «Вам перестанут верить»

## Книги
- Большевики и левые эсеры. Октябрь 1917 — Июль 1918. На пути к однопартийной диктатуре. / под общей ред. А. И. Солженицына. Париж: ИМКА-Пресс, 1985. — 299 с. (Серия «Исследования новейшей русской истории»)
- К истории нашей закрытости. Законодательные основы советской иммиграционной и эмиграционной политики — Лондон: OPI, 1988; М.: ТЕРРА, 1991. — 186 с.
- Крушение мировой революции. Брестский мир — Лондон: OPI, 1991; М.: ТЕРРА, 1992. — 657 с.
- Разговоры с Бухариным. — М.: Издательство Гуманитарной литературы, 1993.
- Вожди в законе. — М.: Терра-Книжный клуб, 1999, 2008
- ФСБ взрывает Россию
- Корпорация: Россия и КГБ во времена президента Путина.
- Троцкий, Л. Сталин. В 2 томах / под ред. Ю. Г. Фельштинского. — М.: Терра, 1990. — 100000 экземпляров
- Фельштинский Ю., Чернявский Г. Лев Троцкий. Книга 1. Революционер. 1879—1917 гг. — М.: Центрполиграф, 2012. — 448 с. — 2000 экз. — ISBN 978-5-227-03783-1.
- Фельштинский Ю., Чернявский Г. Лев Троцкий. Книга 2. Большевик. 1917—1923 гг. — М.: Центрполиграф, 2012. — 512 с. — ISBN 978-5-227-03802-9.
- Фельштинский Ю., Чернявский Г. Лев Троцкий. Книга 3. Оппозиционер. 1923—1929 гг. — М.: Центрполиграф, 2013. — 464 с. — ISBN 978-5-227-04064-0.
- Фельштинский Ю., Чернявский Г. Лев Троцкий. Книга 4. Враг №1. 1929—1940 гг. — М.: Центрполиграф, 2013. — 544 с. — 2500 экз. — ISBN 978-5-227-04154-8.
- Красный террор в годы гражданской войны. М.: Книговек, 2013
- Фельштинский Ю., Станчев М. Третья мировая. Битва за Украину. — К.: Наш формат, 2015. — 456 с.
- Фельтишинский Ю.; Чернявский Г. Оруэлл. — М.: Молодая гвардия, 2019. — Т. 1173. — 462[2] с. — (Жизнь замечательных людей). — ISBN 9785235042445.
- Фельштинский Ю. Г.,Попов В.К. От Красного террора к мафиозному государству: спецслужбы России в борьбе за мировое господство (1917-2036). — Киев: Наш Формат, 2021. — 673 с. — ISBN 978-617-7973-53-8.
- Фельштинский Ю. Г. Многоходовка века. Дональд Трамп и Дмитрий Рыболовлев на поводке у Кремля. — Leipzig DE: ISIA Media Verlag, 2024. — 280 с. — ISBN 978-3-910741-54-6.

### Комментарии
1. ↑  Павла Евдокимова, Сергея Ковалёва, Олега Орлова, Максима Соколова, Юлии Латыниной, а также британской газеты «The Observer»